# Biely potok (dopływ Vrátňanki)
Biely potok – potok na Słowacji, dopływ Vrátňanki. Jest ciekiem wodnym IV stopnia i ma długość 5,9 km. Jego dolina oddziela dwa pasma górskie: Małą Fatrę Krywańską od Gór Kisuckich. Najwyżej położone źródła znajdują się pod Małym Rozsutcem i przełęczą Rovná hora łączącą obydwa te pasma. Spływa w zachodnim kierunku przez miejscowość Terchová, w centrum której uchodzi do Vrátňanki na wysokości 513 m n.p.m. Największym dopływem jest Hlboký potok wypływający spod przełęczy Medzirozsutce.
Biely potok, z wyjątkiem najwyżej położonych odcinków źródłowych, płynie głęboką doliną przez bezleśne i zabudowane obszary Terchovej. Jedna z osad tej miejscowości też ma nazwę Biely potok. Wzdłuż koryta potoku biegnie szosa Párnica – przełęcz Rovná hora - Terchová - Żylina